# Джиммі Ділейні
Джиммі Ділейні (англ. Jimmy Delaney, нар. 3 вересня 1914, Кліленд, Шотландія — пом. 26 вересня 1989, Кліленд) — шотландський футболіст, що грав на позиції правого нападника. Відомий, зокрема, виступами за «Селтік» та «Манчестер Юнайтед».

## Кар'єра
Джиммі Ділейні перейшов до «Селтіка» в 1933 році на аматорських умовах, а роком пізніше підписав з клубом професійний контракт. Він грав 13 років у складі «кельтів», провівши за клуб 305 матчів у всіх турнірах.
Манера гри Джиммі подобалася Метту Басбі, який у 1946 році і підписав його для «Манчестер Юнайтед» за £4000. Його дебют за клуб відбувся 31 серпня 1946 року в матчі проти «Грімсбі Таун» на «Мейн Роуд», в якому манкуніанці здобули перемогу з рахунком 2-1. Він допоміг команді виграти Кубок Англії 1947-48. Загалом в усіх турнірах Джеймс провів за «Манчестер» 183 матчі і забив 28 голів.
У листопаді 1950 36-річний Ділейні повернувся до Шотландії, підписавши контракт з клубом «Абердин». Через рік він перейшов у «Фолкерк», в якому провів 3 сезони. У січні 1954 року «Деррі Сіті» заплатив за нього £1500 — рекордну суму для Ірландської футбольної ліги. Через два роки Джиммі перейшов у «Корк Атлетік» як граючий тренер, а потім завершив кар'єру в клубі «Елгін Сіті» з Хайлендскої футбольної ліги.
За збірну Шотландії Ділейні зіграв 15 матчів, в яких забив 6 голів. Крім цього він провів 6 ігор за збірну ШФЛ.
15 листопада 2009 року Джиммі Ділейні було включено до Залу слави шотландського футболу.

## Титули і досягнення

### «Селтік»
- Чемпіонат Шотландії
  - Чемпіон (2): 1935–36, 1937–38
  - Срібний призер (2): 1934–35, 1938–39
- Кубок Шотландії
  - Володар (1): 1936–37

### «Манчестер Юнайтед»
- Чемпіонат Англії
  - Срібний призер (3): 1946–47, 1947–48, 1948–49
- Кубок Англії
  - Володар (1): 1947–48

### «Деррі Сіті»
- Кубок Ірландії
  - Володар (1): 1953–54